# Carcen-Ponson
Carcen-Ponson (gaskonsko Carcen e Ponson) je naselje in občina v francoskem departmaju Landes regije Akvitanije. Naselje je leta 2009 imelo 629 prebivalcev.

## Geografija
Kraj leži v pokrajini Gaskonji 31 km severovzhodno od Daxa in 29 km zahodno od Mont-de-Marsana.

## Uprava
Občina Carcen-Ponson skupaj s sosednjimi občinami Bégaar, Beylongue, Boos, Laluque, Lesgor, Pontonx-sur-l'Adour, Rion-des-Landes, Saint-Yaguen, Tartas in Villenave sestavlja kanton Tartas-zahod s sedežem v Tartasu. Kanton je sestavni del okrožja Dax.

## Zanimivosti
- cerkev sv. Roka, Carcen,
- cerkev sv. Janeza Krstnika, Ponson.